# Rudolf von Gneist
Heinrich Rudolf Hermann Friedrich von Gneist (Berlino, 13 agosto 1816 – Berlino, 22 luglio 1895) è stato un giurista e politico tedesco, membro prima del Landtag prussiano e quindi del Reichstag.

## Biografia
Figlio di un giudice della Corte Suprema, studiò all'Università di Berlino e fu discepolo di Friedrich Karl von Savigny, celebre giurista, fondatore della scuola storica del diritto.
Nel 1841 divenne assistente giudice e dal 1844 fu professore di diritto romano a Berlino. A quest'epoca risale il suo lavoro principale di diritto romano, Die formellen Verträge (1845).
Partecipò alla vita politica, e, come membro del Partito Liberale, si schierò con il Cancelliere Otto von Bismarck contro i Cattolici del Zentrum ed i Socialdemocratici. Nel 1867 fu eletto deputato al Reichstag della Confederazione Tedesca del Nord, mantenendo il seggio nel Reichstag dell'Impero tedesco dopo l'unificazione della Germania nel 1871. Nel 1875 fu nominato membro della prima corte suprema amministrativa di Germania.

## Pensiero
Gneist insegnò diritto all'università di Berlino a partire dal 1844. Il periodo turbolento ed appassionato che, tra il 1848 ed il 1849, vide in Germania svilupparsi e fallire la rivoluzione contro la monarchia autocratica, lo condusse – secondo le sue stesse parole – «dalla sfera del diritto a quella della politica più in generale». Accanto alla sua attività di docente, egli lavorò sino al 1850 come giudice onorario nella magistratura prussiana. Qui gli divennero familiari i meriti, ma anche le debolezze e la macchinosità della burocrazia centralistica di quel paese, sicché maturò in lui l'aspirazione a riforme radicali. L'avversione alla burocrazia fornì la spinta alle proposte da lui successivamente avanzate.
La burocrazia ottocentesca era assai più pesante di quella odierna. Essa era inoltre tanto più gravosa, giacché sino alla istituzione di un sistema di giustizia amministrativa negli ultimi decenni del secolo (in Prussia nel 1875) era pressoché impossibile impugnare la decisione di un funzionario statale. Non stupisce che Friedrich List (1789-1846), docente di diritto a Tubinga dal 1817 al 1822, scriva che la burocrazia «è separata e remota dal popolo, sovrapposta all'intero paese, pronta ad opporsi ad ogni azione indipendente dei cittadini nella convinzione che allo stato essa possa soltanto recar danno e di fatto gliene rechi». Nel 1825 List emigrò negli Stati Uniti.
L'idea basilare di Gneist era di sottrarre l'intera amministrazione locale all'influenza dell'amministrazione statale e della sua organizzazione centralistica e burocratica, per demandarla, col suo corredo di diritti e di doveri, ai notabili locali, gli Honoratioren, sotto la forma di uffici onorari. Il fondamento di questa concezione era da rinvenirsi nel sistema filosofico di Lorenz von Stein (1815-1890). Secondo Stein la società umana è divisa tra quanti posseggono e quanti non posseggono. I primi tendono sempre a stabilizzare il proprio dominio, i secondi ad acquistare potere e ricchezza. La via d'uscita da questa contraddizione non era per Stein quella che Marx avrebbe annunciata alcuni anni dopo, ossia la rivoluzione e l'abolizione della proprietà privata; era piuttosto dovere dello stato ricondurre nella società la pace e la giustizia, aprendo ai componenti delle classi più basse la via dell'ascesa sociale. Le classi superiori dovevano essere spinte dallo stato a fornire il proprio sostegno a questo processo ed allo stato medesimo, non solo nell'interesse della collettività, ma anche nel proprio. Guida di un tale svolgimento avrebbe dovuto essere una monarchia sociale che, in quanto titolare della sovranità, si collocasse al di fuori ed al di sopra delle contrapposizioni di interesse.
Le idee di Rudolf von Gneist appaiono consonanti con un simile schema. Gneist intendeva obbligare i membri delle classi proprietarie a lavorare per il bene collettivo, ricoprendo degli uffici a puro titolo onorario. Più di una volta ebbe a scrivere e a dire che era sua intenzione giungere al superamento dei conflitti sociali attribuendo alle classi più elevate una serie di compiti che favorissero il benessere della collettività.
Secondo Gneist si trattava solo di trasferire in Prussia una forma di autogoverno locale che già funzionava in Inghilterra. In effetti, l'opera principale di Gneist consistette proprio nella indagine e nella descrizione della costituzione e dell'amministrazione inglesi, in particolare dell'intima struttura del sistema parlamentare di quel paese. I principi costituzionali così ricavati furono da lui proposti come esempio e prototipo per la riforma della costituzione e del governo locale prussiani. Fu a questo scopo che egli scrisse il suo libro Geschichte und gegenwärtige Gestalt der englischen Verwaltung und Selbstverwaltung, la cui prima edizione comparve nel 1857 e l'ultima nel 1882. Agli occhi di Gneist i giudici di pace inglesi rappresentavano la più significativa istituzione dell'autogoverno. Essi avevano sostituito i lenti tribunali itineranti introdotti con la Magna Carta del 1216 ed avevano per compito di garantire l'ordine e la legalità a livello locale. A questo scopo essi erano preposti alle funzioni di polizia locale ed esercitavano la giurisdizione di grado inferiore. Nominati dal re, essi dovevano tuttavia essere residenti nella contea cui erano assegnati e non erano stipendiati.
Per Gneist questa connessione tra funzioni di polizia e funzioni di giurisdizione aveva per effetto di far procedere l'amministrazione della polizia con le forme e le garanzie del processo giurisdizionale. I giudici di pace, in quanto funzionari onorari, erano autorizzati ad applicare solo disposizioni di legge - né sarebbero stati in grado di far molto di più; come conseguenza l'amministrazione inglese si trovò assai precocemente ad essere un'amministrazione regolata e limitata dalla legge. Nel corso del tempo, tutte nuove funzioni di polizia locale vennero attribuite ai giudici di pace ed ai loro conestabili - anch'essi funzionari onorari - e le attribuzioni degli emissari che nelle contee rappresentavano il re e l'amministrazione centrale si restrinsero progressivamente.
Gneist avrebbe voluto che un simile sistema divenisse un modello per la Prussia e la Germania, proprio perché poneva il disbrigo degli affari della circoscrizione nelle mani di esperti indipendenti e radicati nel luogo e riduceva l'influenza del governo centrale alle direttive fornite dalle leggi e dalla giurisprudenza.
A ben vedere, nell'ipotesi gneistiana il limite all'autogoverno ed al decentramento era posto dall'adeguatezza del funzionariato onorario: in altri termini, solo quelle funzioni che potevano esser gestite da funzionari onorari potevano essere oggetto di amministrazione autonoma. In questa constatazione è implicita la debolezza di quell'ipotesi; una debolezza che ebbe chiaramente a manifestarsi mentre ancora Gneist era in vita; giacché gli inizi dell'industrializzazione e la crescita della popolazione urbana determinarono una situazione di fatto in cui un'amministrazione gestita da 'laici' risultava del tutto insufficiente. L'assistenza pubblica, il miglioramento delle condizioni igieniche, la viabilità, l'amministrazione di grandi centri urbani non potevano essere padroneggiate da amministratori onorari. In Inghilterra - come del resto in Prussia - la tendenza andava inesorabilmente in direzione di rappresentanze locali che vigilassero su apparati composti da tecnici stipendiati e pubblici impiegati. Non per caso i giudici di pace persero via via le loro competenze 
Gneist non era assolutamente un sostenitore dell'estensione al governo locale del principio rappresentativo. Tuttavia non poté certo impedire l'istituzione di parlamenti locali a livello di comunità rurali e di circondari, i Landkreise, stabilita dalla Kreiseordnung prussiana del 1872; né l'introduzione, ovunque nell'amministrazione locale tedesca, di un funzionariato professionale. La sua influenza insomma fu più d'ordine ideale che pratico. La stessa accennata Kreiseordnung, per la quale Gneist aveva appositamente scritto due libri, segue i suoi principi solo per alcuni pochi profili, in particolare laddove introduce un comitato circondariale (Kreisausschuss) composto di membri onorari, responsabile per materie di media importanza e collocato tra il Kreistag l'assemblea rappresentativa del circondario ed il Landrat, funzionario periferico dello stato posto al vertice dell'amministrazione del Kreis. Nonostante ciò, l'autorità di Gneist fu sufficiente a dare alle concezioni dell'autogoverno locale prevalenti in Germania un connotato ostile al principio rappresentativo.